# Медзилаборце
Медзилаборце (рус. Меджилаборцы, Межилаборцы, Медзилаборцы, словац. Medzilaborce, укр. Межилаборці / Меджилабірці, венг. Mezőlaborc) — небольшой город на востоке Словакии на реке Лаборец. Население — около 6,6 тыс. человек.

## История
Первый раз город упоминается в грамоте венгерского короля Людовика I Великого с 1347 года как владение магнатов Другетов. Первое упоминание о Медзилаборце как о городе встречается в 1543 году. Начиная с 1684 года городом владела семья Чаков.
С 1910 года город стал районным центром комитата Земплен.
Во времена Первой и Второй мировых войн Медзилаборце был сильно разрушен, что негативно отразилось на дальнейшем развитии города.
Город упоминается в романе Ярослава Гашека «Похождения бравого солдата Швейка».

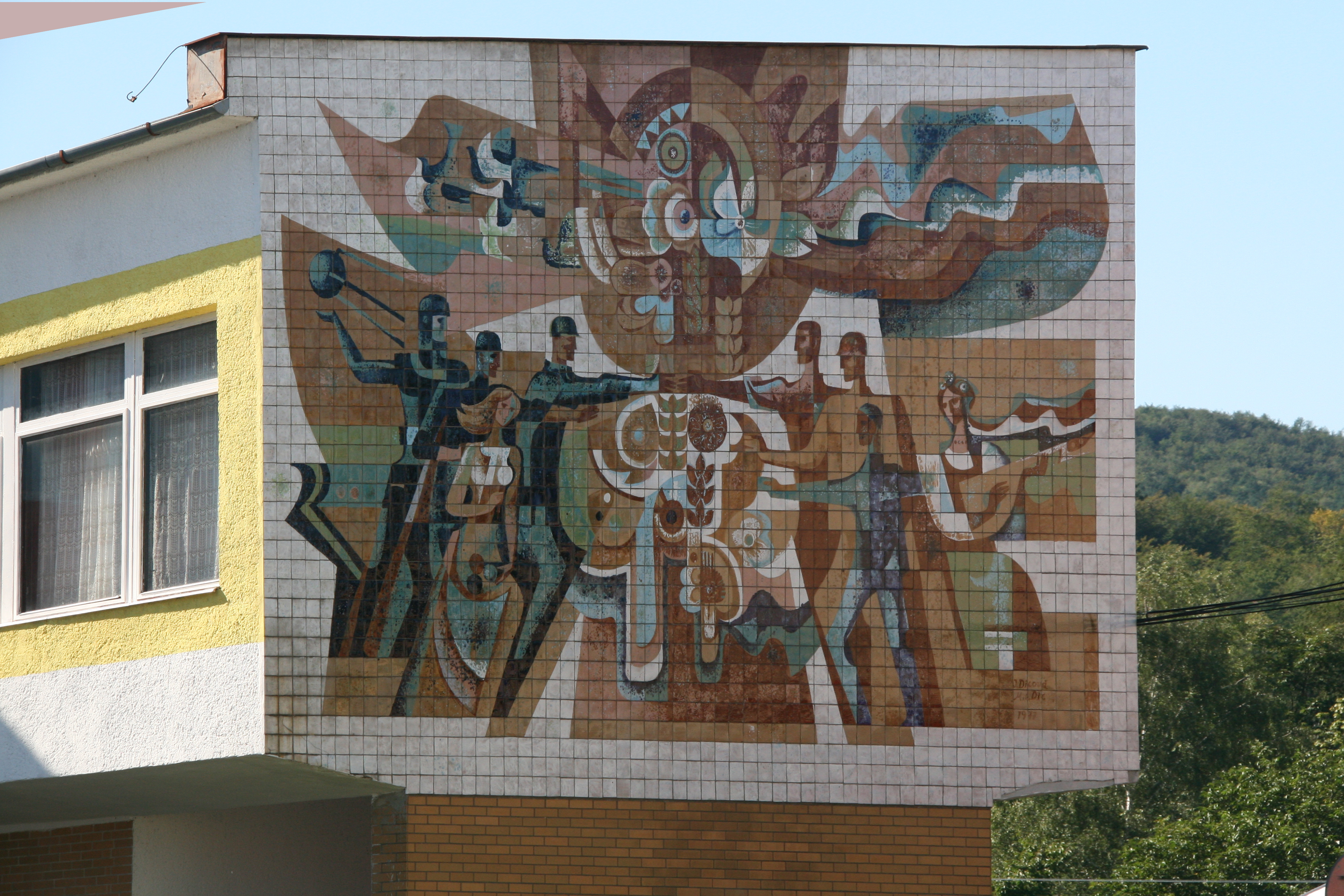
Керамическая мозаика работы Микулаша Дица и Ярмилы Дицовой-Ондрейковой с изображением «Спутника-1» на одном из зданий в Медзилаборце (эпоха ЧССР, 1977 год)

В 1958 году началась индустриализация города.
Особенностью Района Медзилаборце является факт, что это — один из двух районов Словакии с преобладанием православного (29 %) и униатского (56 %) населения.

## Население
| Год:                | 1994 | 2004    | 2014    | 2024     |
| ------------------- | ---- | ------- | ------- | -------- |
| Количество человек: | 6646 | 6665    | 6703    | 5723     |
| Разница:            |      | +0,28 % | +0,57 % | −14,62 % |

## Экономика и инфраструктура
Город Медзилаборце имеет давние традиции в стекольной и машиностроительной промышленности.
Начало производства хрусталя началось в Медзилаборце в 1970 году, когда Яблонецкие скларны открыли свой филиал, на котором работало около 600 сотрудников. После приватизации компании предприятие обанкротилось. Glass LPS является преемником 45-летней традиции производства хрусталя в Медзилаборце и до сих пор производит хрустальные светильники и хрустальные подвески.
Машиностроительная промышленность в Медзилаборце начиналась с «Transporta» в 1958 году, позднее её преемником было государственное предприятие «Vihorlat», на котором работало 1200 сотрудников. Кризис в машиностроительной области в 1990-х годах привел предприятие к краху. В настоящее время в области машиностроения продолжают функционировать «Kovostroj» и «Labstroj».

## Основные предприятия

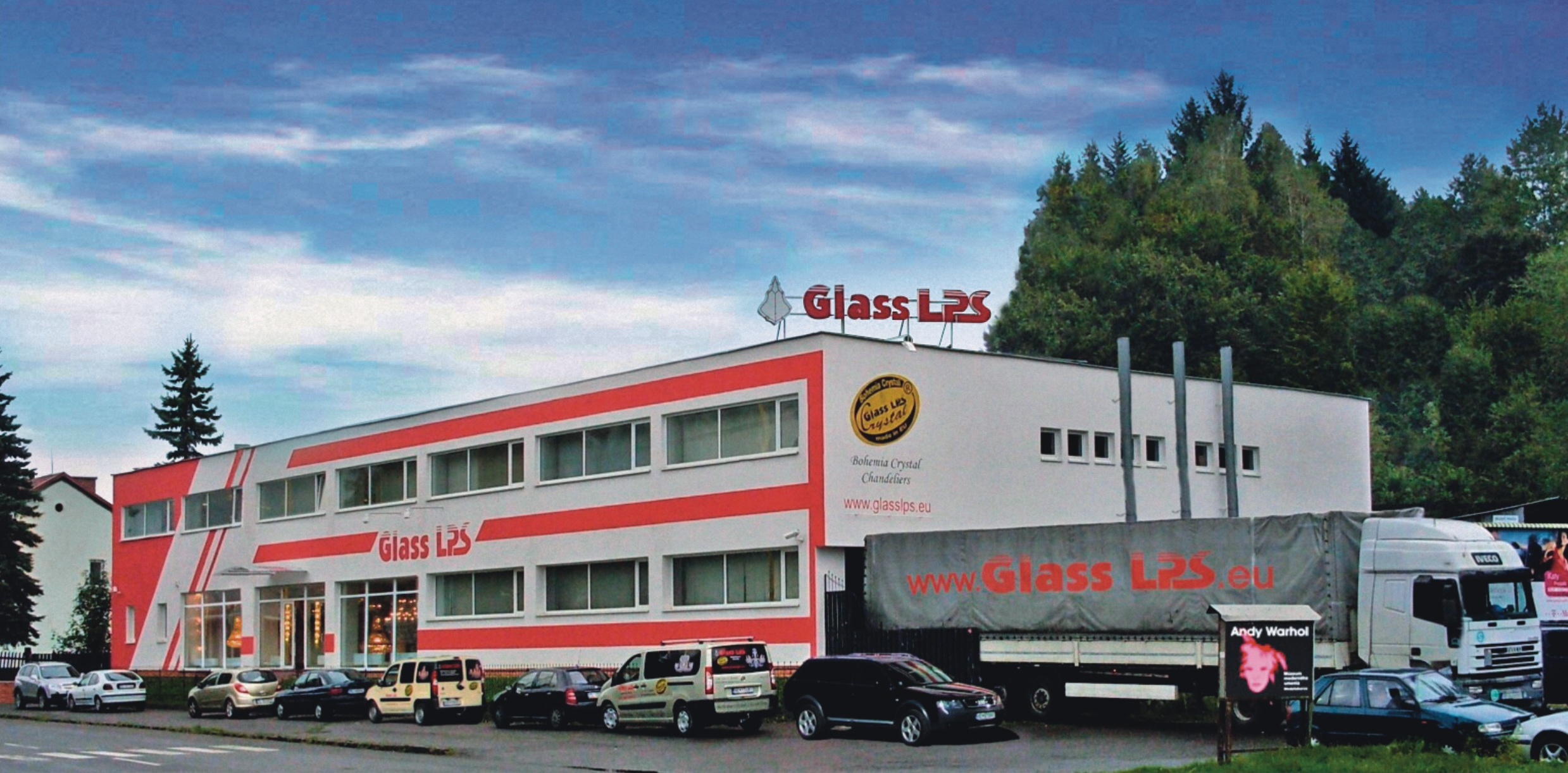
Glass LPS — производитель хрустальных светильников

- Glass LPS s.r.o.
- Kovostroj a.s.
- Labstroj s.r.o.

## Достопримечательности
- Униатская церковь св. Василия
- Музей Энди Уорхола

## Почётные граждане
- Калач, Борис Филиппович